# كانان (نيوهامشير)
كانان (بالإنجليزية: Canaan, New Hampshire)‏ هي بلدة أمريكية تقع في الولايات المتحدة في مقاطعة غرافتون (نيوهامشير). يقدر عدد سكانها بـ 3,909 نسمة ومساحتها 142.5 كم2 وترتفع عن سطح البحر 288 متر.

## معرض صور

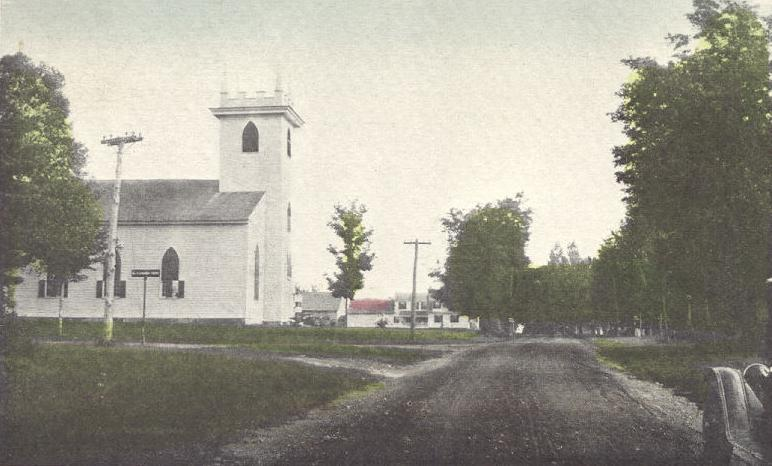
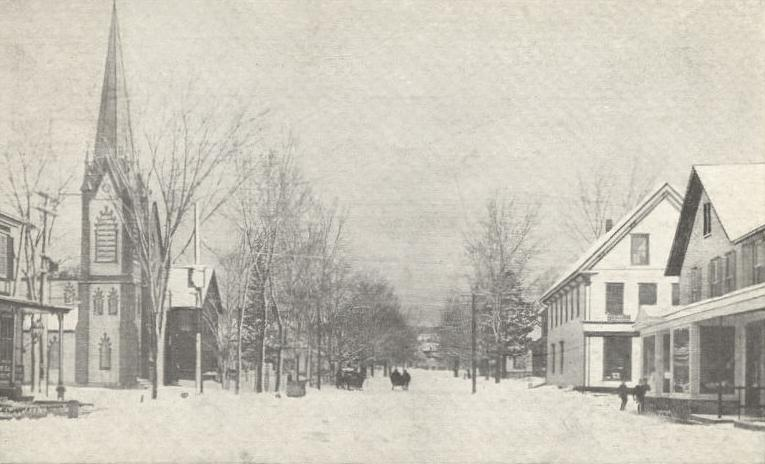
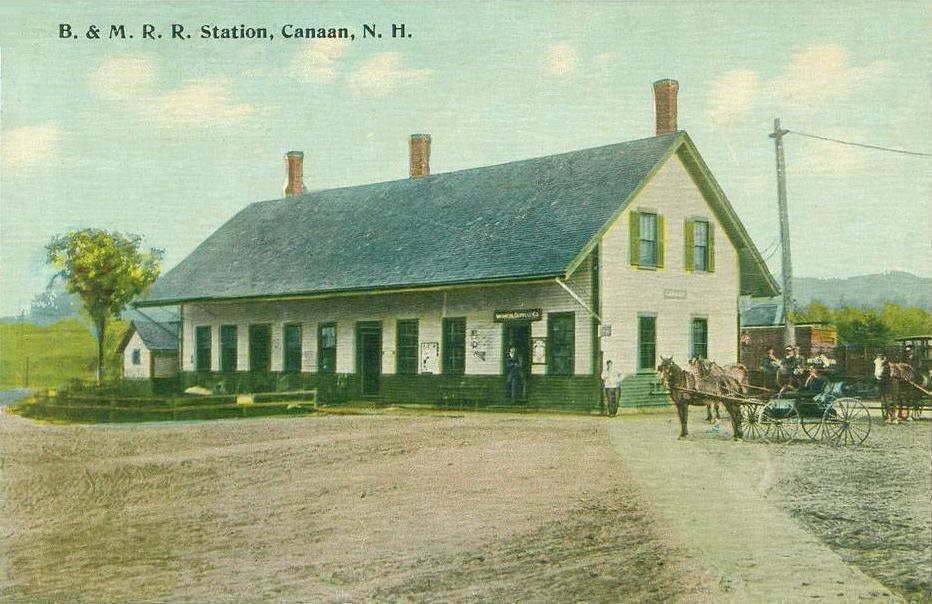